# نیتا شوئن
نیتا شوئن (به ژاپنی: 新田荘遺 Nitta Shōen)، همچنین به عنوان نیتا-نو-شو شناخته می‌شود، یک شوئن، یا املاک زمینی بود که مربوط به دوره هی‌آن بود که در ولایت کوزوکه وجود داشت (امروزی استان گونما) از اواخر دوره هی‌آن تا دوره موروماچی وجود داشت.